# Cerianthus taedus
Cerianthus taedus är en korallart som beskrevs av McMurrich 1910. Cerianthus taedus ingår i släktet Cerianthus och familjen Cerianthidae. Inga underarter finns listade i Catalogue of Life.